# آقطی زرد
آقطی زرد (نام علمی: Sambucus australasica) نام یک گونه از سرده آقطی است.